# Toma de Zaragoza por el ejército de Felipe II
La toma de Zaragoza por el ejército de Felipe II es un hecho de armas que se produjo el año 1591, con motivo de reprimir los incidentes conocidos como alteraciones de Zaragoza.

## Entrada del ejército real en elreino de Aragón
La noticia de que el ejército real iba a entrar en Aragón conmocionó a todo el reino. Los partidarios de Pérez exigieron a la Diputación que declarara su entrada contrafuero y que ordenara la resistencia armada en su contra. Los Diputados consultaron a una junta de letrados que dictaminó que la entrada de fuerzas armadas extranjeras para imponer la justicia violaba el fuero segundo del Privilegio General, que decía:

Por quanto algunos oficiales de algunas ciudades, villas o lugares del regno de Valencia, Principado de Catalunya, indebidamente pretienden, que en virtud de privilegios e con color de procesos de defensión e de sonmetient e en otras maneras, pueden con companya de gentes armadas entrar en el dito regno siguiendo malfeytores y aquellos prender e otros actos y ejecuciones facer ... ordenamos que qualesquiere officiales o personas estrangeras ... entraran en el dicto regno ... por ... facer alguno de los actos sobreditos ... que ipso facto encorran en pena de muerte ... E no res menos quel Justicia de Aragon con los diputados del dito regno ... hayan convocar a expensas del regno las gentes de dito regno, que les parecerán necesarias para resistir a las sobreditas cosas mano armada...

La Diputación aprobó el dictamen y lo pasó al Justicia pará que él estudiara el caso y dictaminara si era o no era contrafuero. El Justicia, respaldado por cuatro de sus cinco lugartenientes, confirmó el contrafuero y ordenó la resistencia a las tropas reales, con lo que las autoridades forales del reino declararon formalmente la guerra a su rey. La declaración fue publicada el primero de noviembre y fue comunicada a los consistorios y señores de Aragón, que fueron conminados a mandar fuerzas a Zaragoza para participar en la defensa, esperándose una fuerza de unos veinticuatro mil hombres armados, más numerosa que la del ejército real. También se pidió ayuda al principado de Cataluña y al Reino de Valencia El rey rechazó los argumentos presentados, diciendo que el ejército no entraba a imponer una jurisdicción extranjera, sino a apoyar a las autoridades civiles y eclesiásticas de Aragón para que pudieran restablecer su autoridad y jurisdicción. Los diputados se confirmaron en lo que habían dispuesto, con lo que le rey ordenó a su general, Alonso de Vargas, que se preparara a entrar en Aragón con su ejército.
En Zaragoza la opinión parecía unánime a favor de la resistencia, al menos mientras los partidarios de Pérez permanecieron en la ciudad, pero en el resto de Aragón se veía con desconfianza que los mismos que no habían apoyado las decisiones del Justicia de devolver a Pérez a la inquisición ahora pidieran apoyar al Justicia en contra del rey. Algunos consistorios enviaron fuerzas a Zaragoza, pero fueron mucho menores de lo que se esperaba. La mayoría de las ciudades y universidades contestaron al Justicia con una carta conjunta diciéndole que no iban a resistir al rey para así proteger a los quebrantadores de sus propias leyes. Tampoco los señores de vasallos de fuera de Zaragoza respondieron a la movilización, algunos incluso auxiliaron al ejército real con víveres y gente armada. Las Diputaciones de Cataluña y Valencia tampoco mandaron refuerzos. Los catalanes trataron de interceder ante el rey para que no dejase entrar al ejército, pero sin éxito.
El Justicia nombró como capitanes de su fuerza a los partidarios de Pérez, los mismos que se habían amotinado antes en contra de las disposiciones del Justicia referentes a Pérez. El ejército real entró en Aragón el 7 y el 8 de noviembre, y contaba con doce mil hombres de infantería, dos mil de caballería y veinticinco piezas de artillería. La fuerza a la disposición del Justicia, que salió el 8 de noviembre de Zaragoza, era de apenas dos mil hombres, muy inferior en número, experiencia y equipamiento a la fuerza real. El ejército real avanzó sin oposición alguna y recibiendo la adhesión y ayuda de los señores locales. Alonso de Vargas tuvo cuidado en mantener la disciplina de su ejército y evitar desmanes, de acuerdo con las instrucciones que había recibido del rey. El Justicia había ordenado la destrucción del puente de Alagón sobre el Jalón, para entorpecer el avance de las fuerzas reales, pero sus órdenes fueron ignoradas y el ejército real encontró el puente indefenso e intacto. El Justicia y sus fuerzas se hallaban en Utebo y al saber el Justicia que las tropas reales se dirigían ya sin impedimentos a Zaragoza, sabiendo que su fuerza era muy inferior y además muy indisciplinada, decidió abandonar a sus tropas y huir a Épila, donde se encontraba el duque de Villahermosa y el conde de Aranda. Al saberse la noticia en el campamento de Utebo, las tropas se dispersaron en todas las direcciones, huyendo Antonio Pérez y sus principales partidarios a Bearn (Francia). Alonso de Vargas, el Virrey y el Gobernador de Aragón y el ejército real entraron sin oposición en Zaragoza el 12 de noviembre de 1591.